# 誤嚥

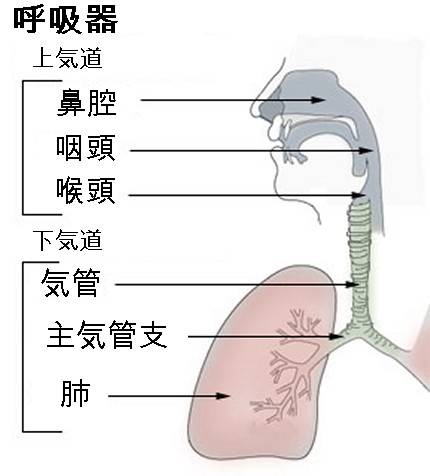
ヒトの呼吸器官の模式図。

誤嚥（ごえん）とは、食べ物や異物を気管内に飲み込んでしまうこと。窒息死することがあり、適切な方法で速やかに除去する必要がある。
異物を消化管内に飲み込んでしまうことを含めることもあるが、その場合は誤飲として区別することもある。

## 概要

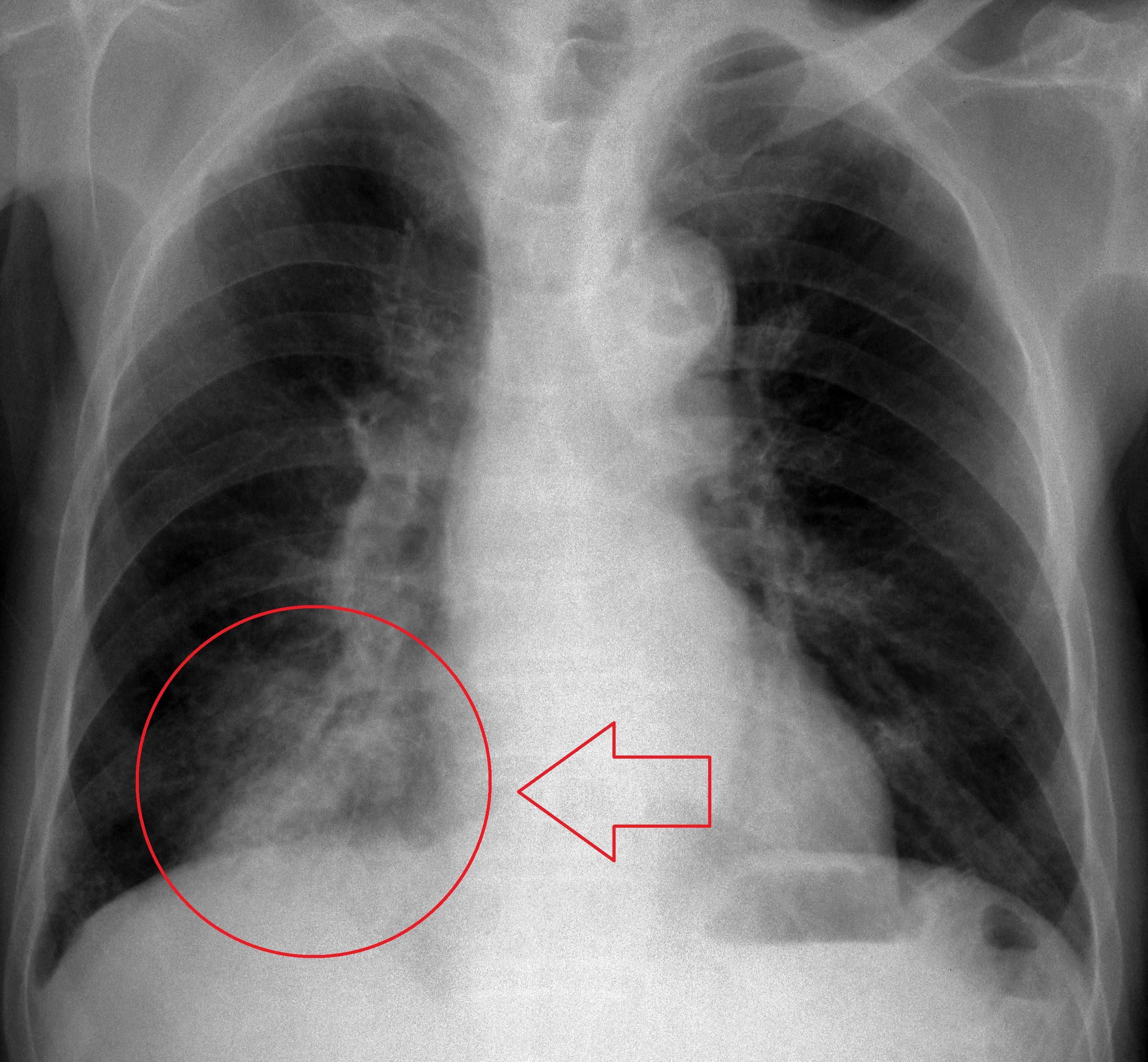
誤嚥性肺炎（右側下葉）

喉周辺の筋肉や嚥下中枢（延髄）の機能が衰えた高齢者による事故が多く、後に誤嚥性肺炎を招くこともある。日本では今後、高齢化が進むことから、嚥下しやすい機能性食品（病院食と普通食の間を埋める位置づけの食品）の開発が進められている。
子供でも、固形の食品をよく噛まずに飲み込んでしまい誤嚥が起きることもあり、死亡例もあることから、日本の学校や保育所、幼稚園の給食で注意すべき食品が政府指針で例示されている列挙されている。
また声門部に於ける局所的な神経支配の障害、物理的な閉鎖障害により閉鎖不全が起こり、誤嚥が起こることがある。
また、若年者や中高年者であっても認識外の高温（気候や個人の嚥下能力にもよるがおおよそ40〜42℃以上）および低温（気候や個人の嚥下能力にもよるがおおよそ12〜13℃以下）のお湯および冷水あるいは含嗽薬・洗口液（口内洗浄剤）で含嗽をする時、または同様に高温および低温のお湯および冷水あるいは飲料を服用する時にも気管が自律神経系のフィードバックにより無意識下で収縮し一時的に喘息と似た状態となり、少量の水やそれら液体が気管に取り込まれ誤嚥が引き起こされる場合がある。特に、意識低下時や水場では溺水や溺死も引き起こす要因となるので要注意である。
ほかにも、年齢層に限らず嘔吐物を誤って吸引し誤嚥するケースもある。この場合も上記の食物誤嚥同様、誤嚥性肺炎を引き起こす原因になるので注意が必要である。

## 歯科治療中の誤嚥
誤嚥の特別な例として歯科治療の途中で器具材料を誤って取り落とし、気管内あるいは消化管内に飲み込ませた場合にもこの語を使う。特に高齢者で嘔吐反射が低下した患者の治療の時に注意が必要である。誤嚥を起こした材料として、試適時のインレー、クラウン、ブリッヂ、義歯など。治療器具として、リーマー、ファイル類、バー類などがある。特にリーマー、ファイル類の誤嚥の防止には、ラバーダム防湿法が必須である。

## 終末期の高齢者と誤嚥
介護施設では高齢者を患者ではなく施設で暮らす生活者として考えるため、たとえ終末期の高齢者であってもなるべく食事をさせることが原則である。